# Antonin (Kapustin)
Antonin, imię świeckie Andriej Iwanowicz Kapustin (ur. 31 lipca?/12 sierpnia 1817 w Baturinie, zm. 24 marca 1894 w Jerozolimie) – rosyjski duchowny prawosławny, bizantynolog, kierownik rosyjskiej misji prawosławnej w Jerozolimie w latach 1869–1894, inicjator wzniesienia Monasteru Gornieńskiego, monasteru Wniebowstąpienia Pańskiego na Górze Oliwnej oraz cerkwi św. Marii Magdaleny w ogrodzie Oliwnym.

## Życiorys

### Wykształcenie i wczesna działalność
Był synem kapłana prawosławnego Iwana (Joanna) Leontjewicza Kapustina i jego małżonki Marii Grigorjewny zd. Barłakowej. Zgodnie z tradycją epoki, jako syn duchownego ukończył seminarium duchowne – naukę rozpoczął w seminarium w Permie, by ukończyć ją w Jekaterynosławiu. W latach 1839–1844 studiował na Kijowskiej Akademii Duchownej, gdzie w 1844 obronił dysertację magisterską. Został zatrudniony na akademii jako wykładowca języków niemieckiego oraz greckiego. 7 listopada 1845 złożył wieczyste śluby mnisze przed metropolitą kijowskim Filaretem i przyjął imię zakonne Antonin. Przez kolejne pięć lat wykładał w Akademii różne przedmioty (teologia moralna, teologia porównawcza, hermeneutyka biblijna), jak również pracował nad korektą rosyjskiego przekładu homilii św. Jana Chryzostoma, pisał także własne teksty religijne i kazania.

### Praca w Atenach i Stambule
W maju 1850 hieromnich Antonin wyjechał do Aten, gdzie został kapelanem cerkwi przy ambasadzie rosyjskiej. W stolicy Grecji zaangażował się w odbudowę jedenastowiecznej cerkwi św. Nikodema, która za fundusze rosyjskie została podniesiona z ruin w latach 1851–1855. Świątyni nadano nowe wezwanie Trójcy Świętej i uczyniono nową świątynią rosyjskiej placówki dyplomatycznej. Hieromnich Antonin kierował całokształtem prac związanych z odnowieniem obiektu: pracami archeologicznymi, budową cerkwi, wykonywaniem dekoracji wewnętrznej. Za swój wkład w powstanie cerkwi Trójcy Świętej otrzymał w 1853 godność archimandryty.
W czasie pobytu w Grecji archimandryta Antonin zajmował się również gromadzeniem i opisywaniem starochrześcijańskich inskrypcji na terenie Aten, a także zainteresował się rękopisami. W 1859 po raz pierwszy odwiedził Athos. Opracował opis księgozbiorów kilku tamtejszych monasterów, a także nawiązał korespondencję z archimandrytą Porfiriuszem (Uspienskim).
Od 1860 do 1865 był kapelanem rosyjskiej cerkwi przy ambasadzie w Konstantynopolu. W tym czasie zajmował się pracą naukową, m.in. katalogował rękopisy, podróżował do İzniku (dawnej Nicei), zaś wiosną 1863, udając się z wizytą do rodzinnej wsi, odwiedził najważniejsze europejskie centra naukowe i biblioteki (Wiedeń, Pragę, Drezno, Petersburg i Moskwę), rozmawiał z uznanymi bizantynologami i słowianoznawcami. W tym samym roku na polecenie Świętego Synodu Rosyjskiego Kościoła Prawosławnego prowadził na Athosie badania w sprawie autentyczności Kodeksu Synajskiego, zaś w 1868 brał udział w toczonych w Konstantynopolu rozmowach nt. przekazania tego rękopisu carowi rosyjskiemu. Wcześniej, między majem a lipcem 1865, podróżował po bałkańskich terytoriach Imperium Osmańskiego, zbierając zabytki archeologiczne związane z historią cerkiewną.

### Kierownik rosyjskiej misji prawosławnej w Jerozolimie
W 1865 został tymczasowym kierownikiem rosyjskiej misji prawosławnej w Jerozolimie, zaś w 1869 mianowano go jej kierownikiem na stałe. Znajomość języków wschodnich, języka greckiego oraz talent dyplomatyczny umożliwiły mu znaczącą poprawę sytuacji misji, która w momencie jego przybycia była znacząco niedofinansowana i pozostawała w konflikcie z prawosławnym Patriarchatem Jerozolimskim. Dzięki pozyskaniu prywatnych darów archimandryta Antonin zakupił w Jerozolimie szereg terenów związanych z historią biblijną. Pozyskał m.in. teren sąsiadujący z dębem uznawanym za Dąb Abrahama, gdzie utworzył monaster Trójcy Świętej i Świętych Praojców, i ziemię na terenie Góry Oliwnej, gdzie powstał monaster Wniebowstąpienia Pańskiego. W En Kerem utworzył kolejny żeński monaster, zaś w Jafie wzniósł cerkiew św. Piotra. Na miejscu każdej budowy prowadził uprzednio badania archeologiczne. W 1883, na polecenie wielkiego księcia Sergiusza Aleksandrowicza, przewodniczącego Cesarskiego Prawosławnego Towarzystwa Palestyńskiego, przeprowadził badania archeologiczne na gruntach przylegających do bazyliki Grobu Pańskiego, odkrywając fundamenty bazyliki z IV w. Również na polecenie wielkiego księcia Sergiusza archimandryta Antonin pokierował budową cerkwi św. Marii Magdaleny w Jerozolimie w ogrodzie Oliwnym. Pod jego kierunkiem rosyjska misja prawosławna otwierała również domy pielgrzyma oraz szkoły dla dzieci prawosławnej ludności arabskiej.
W latach 60. XIX w. archimandryta Antoni pracował także nad publikacją dokumentów z klasztoru św. Pantelejmona, badał rękopisy biblioteki patriarchy jerozolimskiego, jak również pracował nad katalogiem biblioteki Ławry św. Sawy Uświęconego. W 1870 skatalogował rękopisy klasztoru św. Katarzyny na Synaju. Zmarł w Jerozolimie i został pochowany w utworzonym przez siebie monasterze Wniebowstąpienia Pańskiego.